# Wolfgang Rolff
Wolfgang Rolff (Lamstedt, 26 december 1959) is een voormalig profvoetballer uit Duitsland, die bij voorkeur als middenvelder speelde. Hij beëindigde zijn actieve loopbaan in 1996 bij Fortuna Köln. Nadien stapte hij het trainersvak in. Rolff was onder meer negen jaar assistent-trainer bij de Duitse Bundesligaclub SV Werder Bremen (2004–2013), aan de zijde van hoofdcoach Thomas Schaaf.

## Interlandcarrière
Rolff speelde 37 officiële interlands voor het West-Duits voetbalelftal. Onder leiding van bondscoach Jupp Derwall debuteerde hij als speler van Hamburger SV voor de nationale ploeg op 23 februari 1983 in de vriendschappelijke wedstrijd tegen Portugal (1–0) in Lissabon, net als Jonny Otten (SV Werder Bremen). Hij vertegenwoordigde zijn vaderland bij de EK-eindrondes van 1984 en 1988, en was tevens van de partij bij de WK-eindronde 1986, waar West-Duitsland als tweede eindigde achter Argentinië.

## Erelijst
Hamburger SV
- Bundesliga: 1982/83
- Europacup I: 1982/83

 Bayer Leverkusen
- UEFA Cup: 1987/88